# Brücktorviertel
Das Brücktorviertel ist ein Ortsteil im Oberhausener Stadtbezirk Alt-Oberhausen und zählt 4.901 Einwohner (Stand 31. Dezember 2018). Es wird im Süden begrenzt durch die Falkensteinstraße, im Westen durch die Liebknechtstraße und die Straße Am Damm, im Norden durch die Essener Straße und im
Osten durch die Knappenstraße.
Der größte Teil des Brücktorviertels wird dem Knappenviertel zugerechnet.
Im Norden der Wohnlage befindet sich die Knappenhalde, die höchste Erhebung auf Oberhausener Stadtgebiet.

## Statistik
Zum 31. Dezember 2018 lebten 4.901 Einwohner im Brücktorviertel.
Struktur der Bevölkerung:
- Minderjährigenquote: 17,5 % (Oberhausener Durchschnitt: 15,8 %)[4]
- Altenquote: 16,1 % (Oberhausener Durchschnitt: 21,6 %)[5]
- Ausländeranteil: 24,1 % (Oberhausener Durchschnitt: 15,4 %)[6]
- Arbeitslosenquote: 12,6 % (Oberhausener Durchschnitt: 7,8 %)[7]